# 平田精耕
平田 精耕（ひらた せいこう、1924年8月26日 - 2008年1月9日）は、禅僧、元臨済宗天龍寺派管長・天龍寺住職、花園大学名誉教授。

## 略歴
京都府生まれ。京都大学文学部哲学科卒。本田義英にインド哲学、久松真一に仏教学を学ぶ。1950年天龍僧堂に掛錫、関牧翁に参じる。71年天龍僧堂師家、花園大学教授、92年退任、名誉教授。89年禅文化研究所理事長・所長。91年2月牧翁老死去により天龍寺派管長・天龍寺住職。平成20(2008）年1月9日死去。83歳。

## 著作

### 単著
- 『現代の解脱 自由と禅』（光風社書店，1978年）
- 『禅からの発想 自由自在に生きる』（主婦の友社・Tomo選書，1979年）
- 『無門関を読む』（柏樹社，1982年）
- 『禅で生まれ変わる 現代人が失った人間の心をみつめる』（立風書房，1984年）
- 『提唱臨済録』（柏樹社，1984年）
- 『活人禅 心を自在にし、生きる力をひきだす』（PHP研究所，1985年）のち文庫
- 『もっとも楽に自分を生きる あなたがぶつかる難題108問答』（青春出版社プレイブックス，1987年）
- 『禅語事典 より良き人生への二百五十のことば』（PHP研究所，1988年）
- 『現代語訳 碧巌集』(大蔵出版, 1987年)
- 『禅がよくわかる本』（PHP研究所，1989年）
- 『Zen(禅)に学ぶ人間学』（集英社，1989年）
- 『一切は空 般若心経・金剛般若経』（集英社文庫，1991年）
- 『雪月花つれづれ』（禅文化研究所，1992年）

### 共著など
- （円悟克勤著）『碧巌集 現代語訳』（大蔵出版，1987年）
- （山田無文・大森曹玄共著）『坐禅のすすめ』（禅文化研究所，1987年）
- （玄侑宗久共著）『天龍寺　古寺巡礼京都〔新版〕』（淡交社，2007年）

## 法嗣弟子
- 佐々木容道 (生1953～ 臨済宗天龍寺派管長)
- 対本宗訓 (生1954～ 元仏通寺派管長　現大館記念病院理事長・院長)
- 安永祖堂 (生1956～ 臨済宗方広寺派管長)